# Rhipidia subproctigerica
Rhipidia subproctigerica är en tvåvingeart som först beskrevs av Alexander 1978.  Rhipidia subproctigerica ingår i släktet Rhipidia och familjen småharkrankar.
Artens utbredningsområde är Bolivia. Inga underarter finns listade i Catalogue of Life.